# 18-й цикл сонячної активності
18-й цикл сонячної активності — вісімнадцятий сонячний цикл, рахуючи від 1755 року, коли розпочався систематичний моніторинг кількості сонячних плям. Цикл тривав 10,2 року, від лютого 1944 року до квітня 1954 року. Максимальне протягом цього сонячного циклу значення числа Вольфа для кількості сонячних плям спостерігалося у травні 1947 року і становило 218,7, а початковий мінімум числа Вольфа становив 12,9. У мінімумі сонячної активності під час переходу від 18-го до 19-го циклу сонячної активності було загалом 446 днів без сонячних плям.
18-й цикл характеризувався «гігантськими» сонячними плямами. Приблизно на середині цього циклу почали відслідковувати сонячний радіопотік на давжині хвилі 10.7 см (частота 2800 МГц), і значення сонячного потоку протягом цього циклу виявилися особливо високими.